# Citalem
Citalem is een bestuurslaag in het regentschap Bandung Barat van de provincie West-Java, Indonesië. Citalem telt 9163 inwoners (volkstelling 2010).